# Bolingbroke (Royaume-Uni)
Pour les articles homonymes, voir Bolingbroke.
Bolingbroke est une paroisse civile et un village du Lincolnshire, en Angleterre.